# Ketewan Lossaberidse
Ketewan „Keto“ Lossaberidse (georgisch ქეთევან ლოსაბერიძე; * 1. August 1949 in Tqibuli, Georgische SSR; † 23. Januar 2022 in Tiflis) war eine sowjetische Bogenschützin aus Georgien, die nach ihrer sportlichen Karriere als Mathematikerin tätig war.

## Karriere
Ketewan Lossaberidse nahm 1972 in München erstmals an den Olympischen Sommerspielen teil. Sie belegte am Ende den vierten Rang. Den größten Erfolg in ihrer Karriere feierte sie acht Jahre später bei den Spielen in Moskau mit dem Gewinn der Goldmedaille. Für diesen Erfolg wurde sie 1980 zur Georgischen Sportlerin des Jahres gekürt.
Bei Weltmeisterschaften wurde sie zweimal mit der sowjetischen Mannschaft Weltmeisterin: 1973 in Grenoble und 1981 in Punta Ala. Bei Europameisterschaften gewann sie 1972 den Titel im Einzel sowie 1972, 1978 und 1980 mit der Mannschaft.
Nach ihrer Karriere war sie Professorin für Mathematik an der Staatlichen Universität Tiflis und von 2002 bis 2005 Präsidentin des georgischen Bogenschützenverbandes.